# Melville Monument

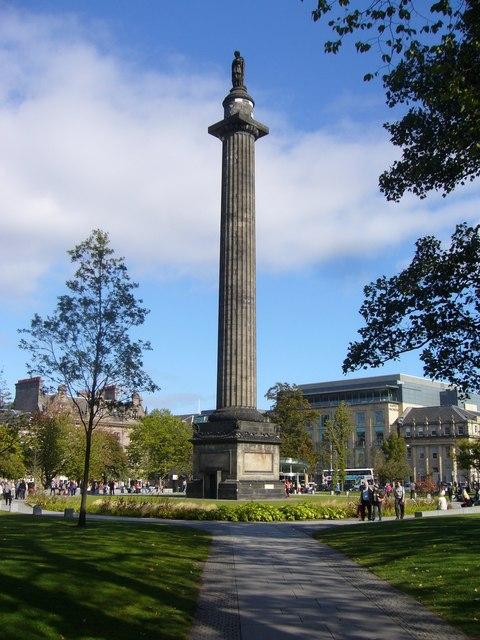

Le monument de Melville est une colonne monumentale haute de 45 mètres, un des mémoriaux les plus importants d'Édimbourg. Il commémore Henry Dundas, 1er vicomte Melville, dont la statue surmonte la colonne.

## Description
La colonne classée catégorie A domine St Andrew Square, au cœur de la Nouvelle Ville que Dundas a contribué à établir. Il a été érigé en 1821, 14 ans après sa mort. L'architecte est William Burn. La statue a été ajoutée en 1828. La plaque à la base de la statue indique que le monument a été payé par des officiers et des hommes de la Royal Navy.

## Préservation
En 2008, le monument de Melville est restauré dans le cadre du Projet des Douze Monuments, une initiative conjointe du patrimoine mondial d'Édimbourg et du conseil de la ville d'Édimbourg .

## Polémique sur Dundas et le mouvement abolitionniste
Le 7 juin 2020, lors d'une manifestation Black Lives Matter, le monument de Melville a été tagué par des militants anti-esclavage. Les manifestants pensaient que Dundas avait retardé de 15 ans le vote du Parlement pour abolir la traite des esclaves .
Le principal partisan du mouvement de dénonciation d'Henry Dundas est Sir Geoff Palmer, militant des droits de l'homme et professeur de sciences à la retraite à l'Université Heriot-Watt d'Édimbourg. Il soutient que parce qu'Henry Dundas a proposé un amendement à une motion présentée à la Chambre des communes en 1792 pour obtenir l'abolition graduellement, plutôt qu'immédiatement, il a retardé l'abolition de la traite des esclaves de 15 ans .
Son interprétation des événements est contestée par au moins deux historiens - Brian Young de l'Université d'Oxford et Michael Fry, biographe de Henry Dundas. Ils notent que la motion visant à abolir l'esclavage se dirigeait vers une certaine défaite à la Chambre des communes jusqu'à ce que Dundas propose l'amendement d'abolition progressive, à réaliser d'ici 1800, mais qu'après le vote réussi à la Chambre des communes, la Chambre des lords a refusé de considérer la question. En août 2020, Edinburgh World Heritage et Essential Edinburgh ont demandé à planifier la pose d'une plaque sur le pilier. Le descendant de Henry Dundas qualifie cela de «biaisé», «diffamatoire» et «historiquement inexact» .
Cependant, d'autres historiens tels que Diana Paton et Stephen Tomkins soutiennent que Dundas est en privé opposé à l'abolition de la traite des esclaves ,,. Ils soutiennent que lorsque Dundas a inséré le mot «graduel» dans le débat, il a en fait reporté la discussion sur la traite des esclaves à une date future indéterminée et renversé le mouvement abolitionniste ,. Entre 1792 et 1807, lorsque la traite des esclaves a finalement été abolie, un autre demi-million d'Africains ont été transportés en esclavage dans les colonies britanniques. Ces historiens soulignent que l'esclavage n'a pas pris fin progressivement, mais il a fallu un autre vote en 1807 pour finalement mettre un terme au commerce ,,. En 1795, le poète et militant anti-esclavagiste Samuel Taylor Coleridge observa que le projet de loi "passa la Chambre des communes diminuée et mutilée par les amendements de M. Dundas, et il mourut depuis d'un lent déclin à la Chambre des Lords. (Coleridge a dû manquer le débat à la Chambre des communes sur l'abolition de la traite des esclaves le 26 février 1793) ,. Dundas a insisté sur le fait que toute abolition de la traite des esclaves devrait dépendre du soutien des législatures coloniales antillaises et de l'application des lois concernant l'amélioration des conditions des esclaves. Les abolitionnistes soutenaient à juste titre que les assemblées antillaises ne soutiendraient jamais de telles mesures, et qu'en rendant l'abolition de la traite des esclaves dépendante des réformes coloniales, Dundas la retardait en fait indéfiniment .
En tant qu'avocat, Dundas a cependant remporté une affaire historique dans l'abolition de l'esclavage en Écosse. En 1777, dans Knight v Wedderburn, il représentait un esclave qui avait été amené en Écosse et qui voulait être libéré. Il a interjeté appel avec succès du cas de Knight, à deux reprises, remportant finalement une victoire contre l'esclavage lorsque la plus haute cour d'Écosse a décidé que personne ne serait esclave sur le sol écossais. La décision a effectivement permis l'émancipation de tous les esclaves en Écosse, à l'exception des charriers et des saleurs asservis qui ont dû attendre la fin du siècle pour s'émanciper .

## Culture
La nouvelle de Jack Docherty "Statuesque", centrée sur cette statue, a été diffusée par BBC Radio 4 le 28 juin 2020 dans sa série Short Works de récits inspirés de l'actualité .